# Надежден
Наде́жден (болг. Надежден) — село в Хасковській області Болгарії. Входить до складу общини Харманли.

## Населення
За даними перепису населення 2011 року у селі проживали 239 осіб.
Національний склад населення села:
| Національність   | Кількість осіб | Відсоток |
| ---------------- | -------------- | -------- |
| турки            | 163            | 68,5%    |
| болгари          | 74             | 31,1%    |
| інша             | 0              | 0%       |
| Всього відповіли | 238            |          |

Розподіл населення за віком у 2011 році:
Динаміка населення: